# 성모 안식

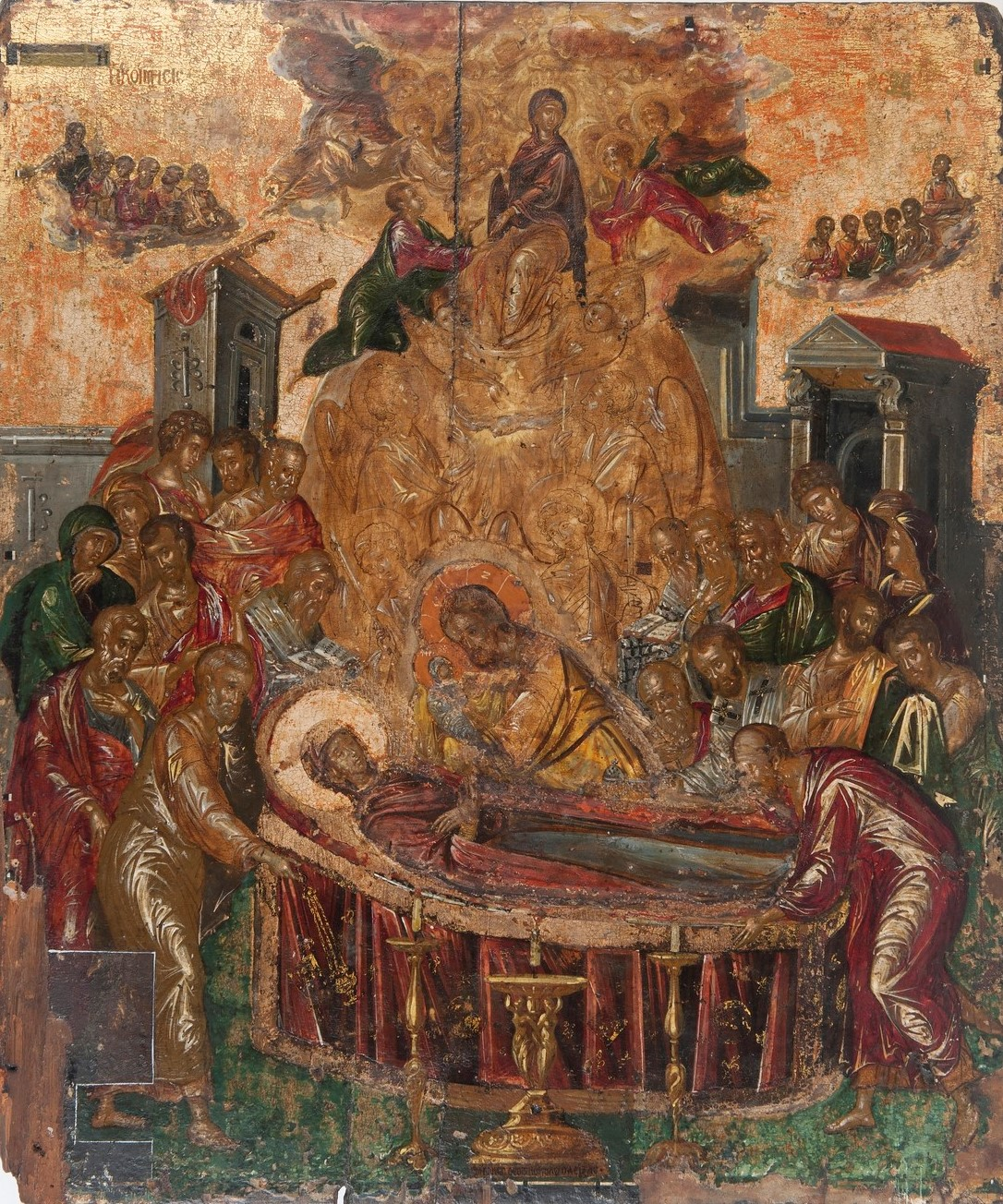
작자미상의 성모 안식 이콘. 16세기 작품.

성모 안식(聖母安息, 그리스어: Κοίμησις Θεοτόκου, Koímēsis)은 예수 그리스도의 어머니인 성모 마리아의 ‘잠듦’ 또는 성모 마리아가 하늘나라로 승천하기 전에 죽음에서 육신이 부활했다고 믿는 동방 정교회와 오리엔트 정교회 등 동방 교회와 성공회의 가르침이다. 이들 기독교 교파에서는 8월 15일을 성모 안식 축일로 제정하여 기념하고 있다. 다만 아르메니아 사도 교회는 다른 오리엔트 정교회와는 달리 8월 15일을 성모 안식 축일로 지내지 않는 대신, 8월 15일과 가까운 일요일을 성모 안식 축일로 지내고 있다.

## 성모 안식의 의의
동방 교회에서는 죽음을 뜻하는 말로서 공식적으로 ‘잠듦’ 또는 ‘안식’이라는 말을 상용한다. 동방 교회의 전승에 의하면, 성령 강림 이후 성모 마리아는 남은 생을 예루살렘에 있는 사도 요한의 집에 기거하면서 초대 교회를 위해 헌신과 봉사를 하며 보냈으며, 어느 날 대천사 가브리엘로부터 3일 후에 죽음을 맞을 것이라는 예고를 듣게 되었다고 한다. 그리고 복음을 전파하기 위하여 세계 각 지역으로 뿔뿔이 흩어져 있던 사도들은 성모 마리아가 임종할 때 그녀가 있는 장소로 순간적으로 이동되어 그녀의 임종을 지켰다고 전해진다. 사도 토마스만이 지체하여 여기서 유일하게 제외되었다. 토마스는 마리아가 죽은 후 3일이 지나고 나서야 도착했으며, 마리아에게 마지막으로 작별 인사를 고하기 위해 겟세마니에 있는 그녀의 시신이 묻힌 무덤으로 달려갔다. 무덤에 도착한 그는 마리아가 하늘나라로 승천하는 것을 보고 그녀에게 “존귀하신 여인이시여, 어디로 가시나이까?”하고 물었다. 이에 마리아는 자신의 허리띠를 풀어 “이 띠를 받아라.” 하며 그에게 주고는 사라져버렸다. 토마스는 마리아에게 받은 허리띠를 가지고 다른 사도들에게 보여주었다. 이에 사도들이 모두 마리아의 무덤으로 가서 보니, 무덤에는 마리아의 시신이 온데간데없이 사라지고 감미로운 향기만이 남아 있었다. 또 다른 전승에서는 임종을 눈앞에 둔 마리아에게 예수 그리스도가 발현하여 마리아의 영혼을 자신과 다시 일치시키기 위해 사흘 후에 하늘나라로 데려가겠노라고 말했다고 전해진다. 정교회 신학에서는 성모 마리아는 이미 인간 역사의 종점에 예수 그리스도가 재림하면서 산 이들과 죽은 이들 모두의 육신이 부활하여 영혼과 다시 결합하는 일을 이미 먼저 겪었으며, 따라서 의로운 이들만이 오직 최후의 심판 이후에만 누릴 수 있는 영광된 상태를 이미 하늘나라에서 누리고 있다고 보고 있다.

## 성모 안식과 성모 승천

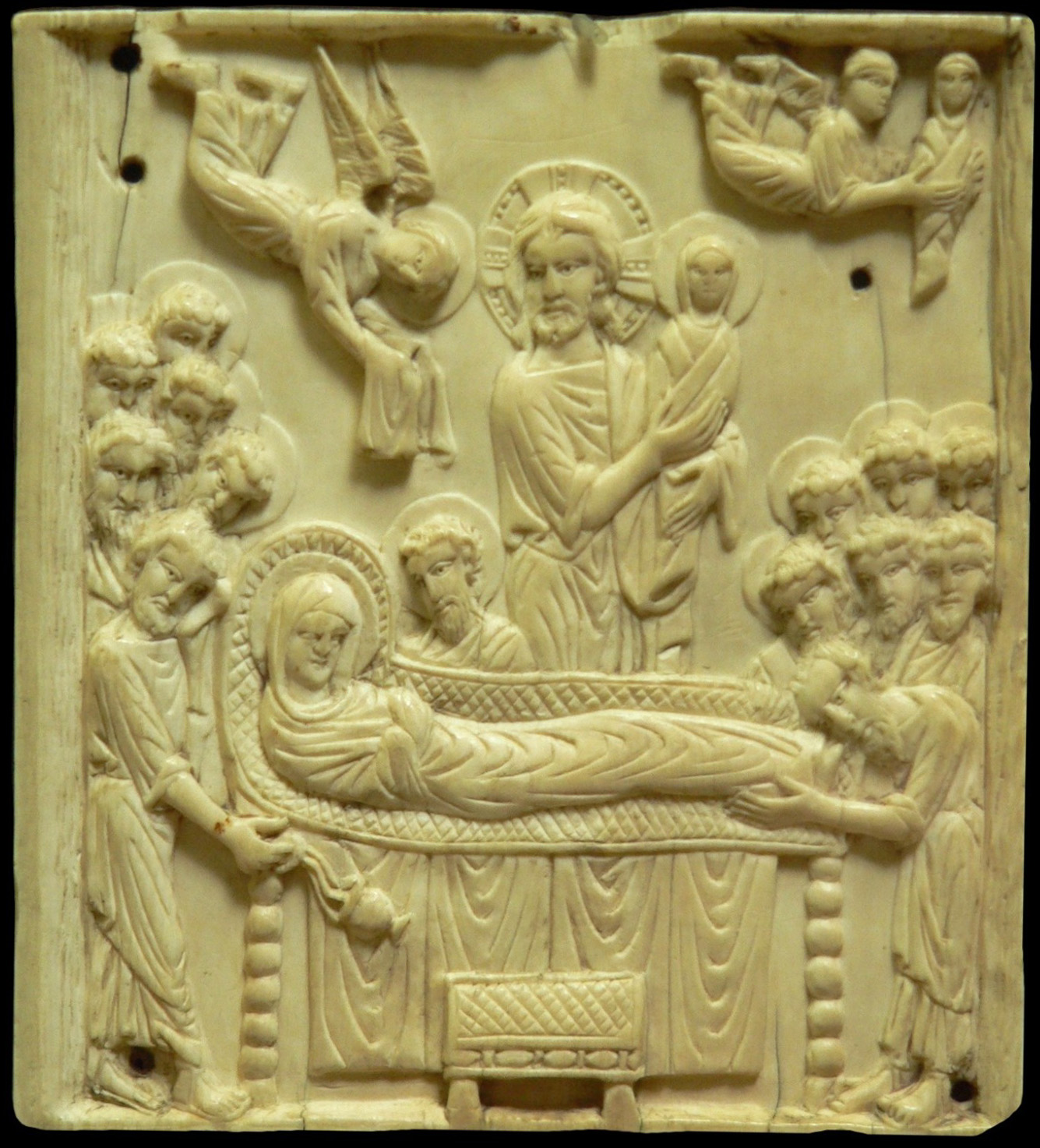
성모 안식을 묘사한 상아판. 10세기 후반-11세기 초반 작품. 클뤼니 미술관 소장.

동방 정교회(동방 교회)와 성공회에서는 성모 안식 축일을 8월 15일로 지내고 있는데, 역시 같은 날짜에 로마 가톨릭교회에서도 성모 승천 대축일을 지내고 있다. 성모 안식과 성모 승천은 모두 성모 마리아가 지상 생애를 마치고 하늘나라로 떠난 사건을 일컫는 것이기는 하지만, 둘이 완전히 똑같은 것은 아니다.
정교회에서는 성모 마리아가 여느 사람들처럼 똑같이 자연스러운 죽음을 맞이하였으며, 숨이 끊어진 순간 그리스도가 그녀의 영혼을 받아들였으며, 그녀가 죽은 지 사흗날 후에 육신이 부활하여 몸만 하늘나라로 올라갔다고 가르치고 있다. 그리하여 마리아의 무덤은 그녀를 장사지낸 지 사흘째 되는 날에 비어있게 되었다는 것이다.
가톨릭교회에서는 그리스도의 승천과 마찬가지로 마리아 역시 육신을 지닌 상태에서 승천했다고 가르치고 있다. 마리아가 죽음을 겪지 않고 바로 승천했다고 주장하는 신학자들이 일부 있지만, 대다수 정통적인 입장을 견지하는 가톨릭 신학자들은 성모 승천이 마리아 사후에 일어났다는 것에 동의한다. 1950년 교황 비오 12세는 사도적 헌장 《지극히 관대하신 하느님》(Munificentissimus Deus)에서 성모 승천을 교의로 정의하면서, 이와 관련하여 마리아가 죽음을 겪었는지 여부에 대해서는 확답을 내리지는 않았지만, 최소한 다섯 번 이상 마리아가 죽음을 겪었었다는 사실을 암시하는 문구가 들어가 있다.
정교회와 가톨릭교회 두 교회는 모두 마리아의 육신이 은총을 받아 하늘나라로 올림을 받았다는 것에 동의한다. 마리아의 안식에 대한 정교회의 신앙은 성모 안식 축일(8월 15일)을 정교회에서 지내는 열두 개 대축일 가운데 하나로 격상되어, 모든 정교회 신자가 지키는 축일이 되었다.
가톨릭 미술계에서 성모 안식은 ‘성모 마리아의 선종(善終)’이라는 제목으로 알려져 있으며, 비잔틴 미술을 참조하여 중세 말엽부터 미술 주제로 다루어왔다. 이들 작품 가운데 가장 대표적인 작품이 1606년 카라바조가 그린 성모 마리아의 죽음이다.

## 같이 보기
- 성모 승천